# آن يلسي
آن يلسي (بالإنجليزية: Anne Yelsey)‏ مواليد 28 أغسطس 1985، هي لاعبة كرة مضرب أمريكية سابقة بدأت مسيرتها كمحترفة سنة 2002. أعلى تصنيف لها في الفردي كان المركز الـ 370 في سنة 2008. أعلى تصنيف لها في الزوجي كان المركز الـ 278 في سنة 2008.

## النهائيات

### الفردي 3 (1–2)
| الحصيلة | الرقم | التاريخ        | الدورة                   | الأرضية | الخصم في النهائي       | النقاط في النهائي |
| الفوز   | 1.    | 6 أغسطس 2006   | سانت جوزيف               | صلبة    | ستايسي تان             | 6-3 6-3           |
| الوصيف  | 2.    | 23 سبتمبر 2007 | تسوكوبا، اليابان         | صلبة    | كوميكو إيجيما          | 4-6 0-6           |
| الوصيف  | 3.    | 6 أبريل 2008   | سيوداد أوبريغون، المكسيك | صلبة    | فاليريا بوليدو فيلاسكو | 2-6 7-6(3) 2-6    |

## روابط خارجية
- آن يلسي على موقع رابطة محترفات التنس (الإنجليزية)
- آن يلسي على موقع الاتحاد الدولي لكرة المضرب (الإنجليزية)